# Tommy Gambino
Thomas Gambino, detto Tommy (New York, 23 agosto 1929 – New York, 3 ottobre 2023) è stato un mafioso statunitense, potente capodecina della famiglia Gambino, figlio di Carlo Gambino, nipote di Paul Castellano, e genero di Thomas Lucchese.

## Biografia

### I primi anni
Tommaso Gambino nasce a New York nel 1929. È il primo figlio di Carlo Gambino e Caterina Castellano. Per volere del padre, studiò in una delle migliori università di New York, laureandosi con ottimi voti. Quando suo padre Carlo nel 1957, divenne il boss della famiglia mafiosa che porta il suo nome, il giovane Thomas pur non essendo ancora ufficialmente "uomo d'onore", iniziò a curare gli affari finanziari della "famiglia".

### Il matrimonio e l'alleanza con i Lucchese
Nel 1962 si sposò con la figlia dell'altro leggendario boss newyorchese, Tommy Lucchese. Questo matrimonio sancì la grande alleanza, all'interno della commissione, e di tutta Cosa nostra, tra la famiglia Gambino e la famiglia Lucchese. Il giovane Thomas cura i suoi affari al "Garment District Center", nel famoso settore dell'industria dell'abbigliamento e degli autotrasporti.

### Uomo d'onore
Nel 1976 "Don Carlo", per più di 20 anni capo della "Famiglia", muore di cause naturali. Il vecchio Carlo pochi mesi prima di morire, aveva scelto come suo successore suo cognato Paul Castellano. Pochi mesi dopo suo zio Paul Castellano, "combina"  ufficialmente come "uomo d'onore" suo nipote Thomas, che non era ancora ufficialmente membro della mafia, e due anni dopo nel 1978, lo promuove da soldato a capodecina, facendone uno dei suoi uomini di maggiore fiducia.

### Anni '80
All'inizio degli anni ottanta, Thomas Gambino controlla quasi completamente le imprese di autotrasporto, acquisendo altre azioni in tre diverse società nel Queens e a Manhattan. Nel febbraio 1985, Paul Castellano, il suo vice Dellacroce, ed altri 9 boss delle cinque famiglie di New York vengono arrestati su ordine del procuratore Rudolph Giuliani, nel famoso "processo alla commissione". Con la morte di DellaCroce nello stesso anno per cause naturali, il malumore tra i più giovani della cosca capitanati da John Gotti, verso il boss Castellano incominciò ad aumentare. La sera del 16 dicembre 1985 Paul Castellano ed il suo autista - guardaspalle Thomas Bilotti vengono assassinati davanti ad un ristorante di Manhattan, mentre stavano andando proprio ad un appuntamento con lo stesso Tommy Gambino e Frank De Cicco. Ad organizzare l'omicidio è proprio Gotti, che diventa il nuovo boss della "Famiglia".

### L'arresto e gli anni recenti
Nel 1991 Tommy Gambino e gli altri pezzi grossi della cosca come: lo stesso John Gotti, Sammy Gravano e Frank Lo Cascio, vengono arrestati e processati con le accuse di usura, estorsioni, gioco d'azzardo, traffico di stupefacenti ed 11 omicidi. Gravano iniziò a collaborare con la giustizia, e Gotti e Lo Cascio vennero condannati all'ergastolo. Tuttavia nonostante gli sforzi dei magistrati, Thomas Gambino fu condannato a 5 anni per usura, ed al pagamento di una multa di $USD 12 000 000, restando in carcere dal 1995 al 2000, anno della sua scarcerazione.